# Campeonato Mundial de Ciclismo de Montaña de 1999
El X Campeonato Mundial de Ciclismo de Montaña se celebró en la localidad de Åre (Suecia) entre el 11 y el 19 de septiembre de 1999, bajo la organización de la Unión Ciclista Internacional (UCI) y la Federación Ciclista de Suecia. 
Se compitió en 2 disciplinas, las que otorgaron un total de 5 títulos de campeón mundial:
- Descenso (DH) – masculino y femenino
- Campo a través (XC) – masculino, femenino y mixto por relevos

## Resultados

### Masculino
| Evento         | Oro                                 | Plata                           | Bronce                               |
| -------------- | ----------------------------------- | ------------------------------- | ------------------------------------ |
| Descenso       | Nicolas Vouilloz Francia 5:03,49    | Mickaël Pascal Francia 5:09,91  | Eric Carter Estados Unidos 5:11,37   |
| Campo a través | Michael Rasmussen Dinamarca 2:14:08 | Miguel Martinez Francia 2:16:00 | Filip Meirhaeghe · Bélgica · 2:17:44 |

### Femenino
| Evento         | Oro                                    | Plata                            | Bronce                           |
| -------------- | -------------------------------------- | -------------------------------- | -------------------------------- |
| Descenso       | Anne-Caroline Chausson Francia 5:52,26 | Katja Repo · Finlandia · 5:53,87 | Sari Jörgensen · Suiza · 6:07,98 |
| Campo a través | Margarita Fullana · España · 2:31:59   | Alison Sydor · Canadá · 2:33:46  | Paola Pezzo · Italia · 2:35:08   |

### Mixto
| Evento                     | Oro                                                                                          | Plata                                                                            | Bronce                                                                          |
| -------------------------- | -------------------------------------------------------------------------------------------- | -------------------------------------------------------------------------------- | ------------------------------------------------------------------------------- |
| Campo a través por relevos | Roberto Lezaun · Margarita Fullana · Carlos Coloma · José Antonio Hermida · España · 2:03:14 | Miguel Martinez Sandra Temporelli Julien Absalon Nicolas Filippi Francia 2:03:35 | Roland Green · Alison Sydor · Ryder Hesjedal · Ricky Federau · Canadá · 2:15:52 |

## Medallero
| Núm. | País           | Oro | Plata | Bronce | Total |
| ---- | -------------- | --- | ----- | ------ | ----- |
| 1    | Francia        | 2   | 3     | 0      | 5     |
| 2    | España         | 2   | 0     | 0      | 2     |
| 3    | Dinamarca      | 1   | 0     | 0      | 1     |
| 4    | Canadá         | 0   | 1     | 1      | 2     |
| 5    | Finlandia      | 0   | 1     | 0      | 1     |
| 6    | Bélgica        | 0   | 0     | 1      | 1     |
| 6    | Estados Unidos | 0   | 0     | 1      | 1     |
| 6    | Italia         | 0   | 0     | 1      | 1     |
| 6    | Suiza          | 0   | 0     | 1      | 1     |
|      | TOTAL          | 5   | 5     | 5      | 15    |